# The Cambrian
The Cambrian fou un setmanari publicat per George Haynes i L. W. Dillwyn el 1804, conegut per ser el primer diari publicar a Gal·les. El seu editor original era Thomas Jenkins. El ple masthead va proclamar The Cambrian i Weekly General Advertiser for Swansea and the Principality de Gal·les. El 1906 va ser adquirit per la companyia South Wales Post Newspapers Co. Co. i el 1930 es va fusionar amb el Herald of Wales.